# یانگولبن
یانگولبن (به لاتین: Jaungulbene) یک روستا در لتونی است که در شهرداری گولبن واقع شده‌است. یانگولبن ۶۹۰ نفر جمعیت دارد.